# Suelo sulfatado ácido
Los suelos sulfúricos ácidos (SSA) son suelos que existen en la naturaleza, sedimentos o substratos orgánicos (por ejemplo turba) que se forman bajo condiciones de inundación. Estos suelos contienen minerales de sulfuros de hierro (predominantemente del mineral pirita) o sus productos de oxidación. En estado no alterado por debajo de la tabla de agua, los suelos sulfatados ácidos son benignos. Sin embargo, si los suelos se drenan, se excavan o se exponen al aire por desplazamiento hacia abajo de la tabla de agua, los sulfuros reaccionarán con el oxígeno para formar ácido sulfúrico.
La liberación de ácido sulfúrico del suelo puede a su vez liberar hierro, aluminio, y otros metales pesados (particularmente arsénico) en el suelo. Una vez movilizados de esta forma, el ácido y los metales pueden crear una gran variedad de impactos adversos: muerte de la vegetación, filtración en el agua subterránea con posterior acidificación de la misma y de otros cuerpos de agua, muerte de peces y de otros organismos acuáticos, y degradación de las estructuras de hormigón y acero hasta el punto de provocarles un fallo estructural.
Los suelos sulfatados ácidos, que tienen un pH < 5, son contrapartidas de los suelos alcalinos que tienen un pH > 9.

## Formación de suelos sulfatados ácidos

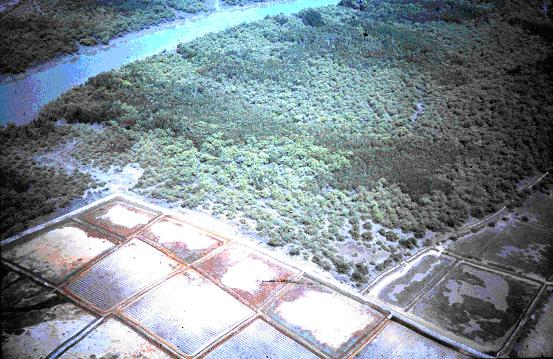
Pólderes con suelos sulfatados ácidos en Guinea-Bisáu a lo largo de un brazo de mar entre manglares.

Los suelos y sedimentos más propensos a convertirse en suelos sulfatados ácidos son aquellos formados en los últimos 10,000 años, después del último aumento del nivel del mar importante. Cuando el nivel del mar subió e inundó la tierra, los sulfatos del agua del mar se mezclaron con los sedimentos que contenían óxidos de hierro y materia orgánica. Bajo estas condiciones anaeróbicas, las bacteria litotróficas tales como Desulforvibrio desulfuricans forman sulfuros de hierro (pirita). Hasta cierto punto, las temperaturas más cálidas ofrecen condiciones más favorables para estas bacterias, creando un mayor potencial para la formación de sulfuros de hierro. Los hábitats inundados tropicales, como manglares, marismas o estuarios, puede producir niveles más altos de pirita que los que se forman en climas más templados.
La pirita es estable hasta que se expone al aire, en cuyo momento la pirita se oxida y produce ácido sulfúrico. Los impactos en el lixiviado de los suelos sulfatados ácidos pueden persistir un largo tiempo, y/o elevarse estacionalmente (con las primeras lluvias después de períodos secos). En algunas áreas de Australia, los suelos sulfatados ácidos que fueron drenados hace 100 años todavía están liberando ácido.

### Reacción química
Cuando los suelos que contienen pirita (FeS2), también llamados cat-clays, son drenados pueden llegar a ser extremadamente ácidos (pH < 4) debido a la oxidación de la pirita en ácido sulfúrico (H2SO4). En su forma más simple, esta reacción química es como sigue:
{\displaystyle 2\,FeS_{2}\quad +\quad 9\ O_{2}\quad +\quad 4\,H_{2}O\ \longrightarrow 8\ H^{+}\quad +\quad 4\quad SO_{4}^{2-}\quad +\quad 2\ Fe(OH)_{3\ (s{\acute {o}}lido)}}
El producto Fe(OH)3, hidróxido de hierro (III) de color naranja, precipita como un mineral sólido e insoluble, mediante el cual se inmoviliza el componente de alcalinidad, mientras la acidez permanece activa en el ácido sulfúrico. El proceso de acidificación está acompañado de la liberación de grandes cantidades de ion aluminio, (Al+++, liberado a partir de arcillas bajo la influencia de la acidez), que es perjudicial para la vegetación. Otros productos de la reacción química son:
1. Sulfuro de hidrógeno (H2S), un gas maloliente
2. Azufre (S8), un sólido amarillo
3. Sulfuro de hierro (II) (FeS), un sólido negro/gris/azulado
4. Hematita (Fe2O3), un sólido rojo
5. Goethita (FeO·OH), un mineral marrón
6. Schwertmannita Fe163+O16(OH)9,6(SO4)3,2·10H2O un mineral marrón
7. Compuestos de hierro (p.ej. jarosita)
8. Arcilla ácida o H-arcilla (hidrógeno-arcilla, una arcilla con una fracción importante de iones H+ adsorbidos, un mineral estable, pero pobre en nutrientes)

El hierro se puede presentar en sus formas bivalente (Fe2+, ion hierro (II) o ion ferroso) y trivalent (Fe3+, ion hierro (III) o ion férrico). Las formas de hierro (II) son solubles, mientras las formas hierro (III) no lo son. Al aumentar la oxidación del suelo, va aumentando la presencia de formas de hierro (III) hasta dominar. Los suelos sulfatados ácidos exhiben una variedad de colores que van desde elnegro, marrón, gris-azulado, rojo, naranja y amarillo. La arcilla hidrogenada puede ser más abundante por admisión de agua de mar: el ion hidrógeno H+ adsorbido será reemplazado por los iones magnesio (Mg2+) y sodio (Na+) presentes en el agua de mar.

### Distribución geográfica
Los suelos sulfatados ácidos están distribuidos por todas las regiones costeras, y también están localmente asociados a tierras húmedas de agua dulce y a suelos salinos ricos en sulfatos en algunas zonas agrícolas. En Australia, se estima que los suelos sulfatados ácidos ocupan 80,000 km² de costas, estuarios costeros subyacentes y llanuras de inundación próximas a los lugares de residencia de la mayoría de la población australiana. La alteración de los suelos sulfatados ácidos se asocia frecuentemente con las actividades de dragado, excavación y drenaje durante el desarrollo de canales, urbanizaciones y puertos deportivos.
Los suelos sulfatados ácidos que no han sido alterados se conocen como suelos sulfatados potencialmente ácidos (SSPA); los suelos sulfatados ácidos que sí han sido ya alterados se conocen como suelos sulfatados ácidos actuales (SSAA).

## Impacto de los suelos sulfatados ácidos
El potencial de alteración de los suelos sulfatados ácidos puede tener un efecto destructivo sobre las plantas y la vida piscícola, y sobre los ecosistemas costeros. La filtración del lixiviado ácido hasta el agua subterránea y las aguas de superficie puede causar múltiple impactos entre los cuales se incluyen: 
- Daño ecológico a los ecosistemas acuáticos y de ribera como mortandad de peces, aumento de la aparición de enfermedades piscícolas, dominancia de especies tolerantes al ácido, precipitación de hierro, etc.
- Efectos sobre las pesca de estuario y de los proyectos de acuicultura (aumento de enfermedades, pérdida de superficie de desove, etc)
- Contaminación del agua subterránea con arsénico, aluminio y otros metales pesados.
- Reducción de la productividad agrícola por la contaminación de suelos por metales (principalmente, aluminio).
- Daño a las infraestructuras por la corrosión del hormigón y las tuberías de acero, puentes y otras instalaciones bajo la superficie del agua.[3]

### Impactos sobre la agricultura

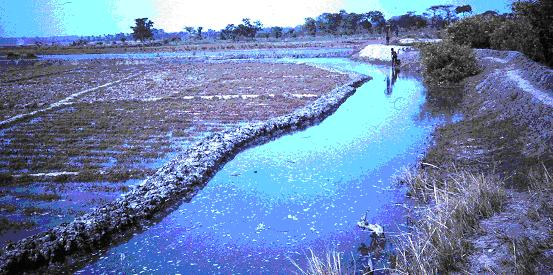
Se deja entrar agua de mar a un pólder impermeabilizado sobre suelos sulfatados ácidos para mejora del suelo y control de malas hierbas, Guinea-Bisáu.

Los suelos sulfatados potentialmente ácidos (SSPA, también llamados arcilas cat o cat-clays, en inglés) no se suelen cultivar o, si se hace, se plantan de arroz, para que el suelo se conserve húmedo y prevenir la oxidación. Normalmente no es aconsejable el drenaje de estos suelos por debajo de la superficie.
Cuando se cultivan, los suelos sulfatados ácidos no pueden conservarse húmedos de forma continua por los períodos de sequía climática y la escasez del agua de irrigación, el drenaje superficial puede ayudar a eliminar las sustancias ácidas y tóxicas (formadas en los periodos de sequía) durante los periodos lluviosos. A la larga, el drenaje superficial puede ayudar a recuperar los suelos sulfatados ácidos. La población indígena de Guinea-Bisáu ha conseguido entonces desarrollar los suelos, pero les ha llevado muchos años de gestión cuidadosa y trabajo duro. 
En un artículo sobre un cuidadoso drenaje de tierras, el autor describe la aplicación de drenaje subsuperficial en suelos sulfatados ácidos en pólderes costeros del estado de Kerala, India. También en Sunderbans, Bengala occidental, India, los suelos sulfatados ácidos han sido puestos en uso agrícola tras un adecuado tratamiento.
Un estudio en South Kalimantan, Indonesia, en un clima perhúmedo, se ha demostrado que los suelos sulfatados ácidos con un sistema de drenaje subsuperficial muy espaciado se han alcanzado resultados prometedores para el cultivo de arroz de altiplanicie, cacahuete y soja. La población local, desde antiguo, se había asentado ya en esta área y eran capaces de producir diversos cultivos (incluido árboles frutales) usando desagües excavados manualmente que iban desde el río a la tierra hasta alcanzar las ciénagas o manglares. Los rendimientos de las cosechas eran muy modestos pero suministraban suficientes ingresos para llevar una vida decente. 
Los suelos sulfatados ácidos recuperados tienen una estructura de suelo bien desarrollada, son muy permeables, pero infértiles debido al lixiviado que había tenido lugar. 
En la segunda mitad del siglo XX, en muchas partes del mundo, suelos sulfatados inundados y potencialmente ácidos han sido drenados agresivamente para hacerlos productivos para la agricultura. Los resultados fueron desastrosos. Los suelos son improductivos, las tierras parecen estériles y el agua es muy clara, desprovista de cieno y de vida. Aunque los suelos puedan tener color.

## Restauración de suelos sulfatados ácidos
Después del daño infligido a los suelos debido a un drenaje sobreintensivo, los suelos pueden ser restaurados por levantamiento de la tabla de agua.
La siguiente tabla nos da un ejemplo.
Drenaje y rendimiento de palma de aceite en suelos sulfatados ácidos de Malasia (según Toh Peng Yin and Poon Yew Chin, 1982)

Rendimiento en toneladas de fruto fresco por ha.:
| Año                  | 60 | 61 | 62 | 63 | 64 | 65 | 66 | 67 | 68 | 69 | 70 | 71 |
| Rendimiento (ton/ha) | 17 | 14 | 15 | 12 | 8  | 2  | 4  | 8  | 14 | 19 | 18 | 19 |

La profundidad e intensidad del drenaje fue aumentando desde 1962. La tabla de agua aumentó de nivel de nuevo en 1966 para contrarrestar los efectos negativos.